# Spiricoelotes
Spiricoelotes – rodzaj pająków z rodziny lejkowcowatych. Obejmuje 9 opisanych gatunków.

## Morfologia i występowanie
Pająki osiągające od 5,5 do 8,1 mm długości ciała. Genitalia samicy mają płytkę płciową pozbawioną zębów, zaopatrzoną w dobrze wykształcone kapturki i długie, silnie poskręcane spermateki. Nogogłaszczki samca mają rzepkę z silnie zakrzywioną apofizą oraz smukły, wyciągnięty ku przodowi konduktor bez apofizy grzbietowej.
Przedstawiciele rodzaju występują Chinach i Japonii. Zasiedlają jaskinie.

## Taksonomia
Takson ten wprowadzony został w 2002 roku przez Wang Xinpinga na łamach „Bulletin of the American Museum of Natural History”. Gatunkiem typowym wyznaczono Coelotes zonatus. Wyniki analiz filogenetycznych z 2022 i 2023 roku wskazują, że Spiricoelotes zajmuje pozycję siostrzaną względem kladu obejmującego rodzaje Vappolotes i  Papiliocoelotes, tworząc z nimi klad siostrzany dla Longicoelotes. Te cztery rodzaje tworzą z kolei klad siostrzany dla Platocoelotes.
Do rodzaju tego należy 9 opisanych gatunków:
- Spiricoelotes anshiensis Chen & Li, 2016
- Spiricoelotes chufengensis Chen & Li, 2016
- Spiricoelotes nansheensis Chen & Li, 2016
- Spiricoelotes pseudozonatus Wang, 2003
- Spiricoelotes taipingensis Chen & Li, 2016
- Spiricoelotes urumensis (Shimojana, 1989)
- Spiricoelotes xianheensis Chen & Li, 2016
- Spiricoelotes xiongxinensis Chen & Li, 2016
- Spiricoelotes zonatus (Peng & Wang, 1997)